# Виреле
Виреле́, устаревшее написание вирелэ (фр. virelai) — старофранцузская стихотворная форма с трёхстрочной строфой (третья строка укорочена), одинаковой рифмовкой и с припевом. Одна из типичнейших твёрдых форм в поэзии и музыке Ars nova. Хрестоматийные образцы виреле оставил Гильом де Машо, автор одноголосных пьес (в том числе знаменитого Douce dame jolie) и многоголосных обработок.
Виреле легко поддаётся растяжению; его схема AB/cd/cd/ abab/ABAB, музыкальная — I/ II/ II/ I/ I, причем число стихов сильно варьируется.
В Италии XIV века структурным аналогом виреле считается баллата (не путать с балладой).